# Lythria confluens
Lythria confluens är en fjärilsart som beskrevs av Charles Oberthür 1896. Lythria confluens ingår i släktet Lythria och familjen mätare. Inga underarter finns listade i Catalogue of Life.